# Sassari
Sassariⓘ (wym. [ˈsassari], pol. uproszczona: sassari; sass. Sassari, sard. Tathari) – miasto i gmina we Włoszech, w regionie Sardynia, w prowincji Sassari. Według danych na rok 2019 gminę zamieszkuje 125 273 osób, 229 os./km².

## Historia
Miasto powstało w X w., jako schronienie ludności nadmorskiej przed atakami Saracenów. Na początku XIII wieku było to największe miasto niezależnego państewka o nazwie Giudicato di Torres i posiadało dużą autonomię. Od roku 1274 znalazło się pod panowaniem Pizy, potem Genui (od roku 1284), by w roku 1323 przejść w posiadanie Aragonów. W roku 1441 stało się siedzibą arcybiskupstwa. W roku 1479 cała Sardynia stała się częścią Królestwa Hiszpanii i ten stan trwał aż do roku 1718, kiedy to przeszła w ręce Dynastii Sabaudzkiej. Od roku 1861 w granicach zjednoczonych Włoch.
W mieście istnieje uniwersytet założony w 1562 roku.

## Gospodarka
Obecnie jest to drugie co do wielkości miasto Sardynii. Przemysł spożywczy (wino, oliwa, sery, makaron), cementowy, maszynowy, elektrotechniczny, farmaceutyczny. Ośrodek handlu korkiem. Węzeł kolejowy i drogowy. W pobliżu wydobycie rud żelaza, cynku i ołowiu. Niedaleko Sassari, w Porto Torres znajduje się duży port handlowy.